# Спенсер Девіс
Спенсер Девіс (англ. Spencer Davis; 17 липня 1939 — 19 жовтня 2020) — валлійський музикант і засновник біт-групи The Spencer Davis Group 1960-х.

## Ранні роки життя
Девіс народився в Суонсі, Південно-Західний Уельс, 17 липня 1939 р. Його батько був десантником, а його мати продовжувала жити в районі Вест-Крос у Суонсі до самої смерті. Грати на губній гармоніці та акордеоні почав учитися у віці шести років. Він навчався в школі Диневор і добре знав мови. Девіс переїхав до Лондона, коли йому було 16, і почав працювати клерком на державній службі в Поштово-ощадному банку в Гаммерсміті, а потім у HM Customs and Ecxise. Однак він повернувся до своєї старої школи, щоб готуватися до поглибленого рівня іспиту GCE, і став старостою в 1959 році. У 1960 році він переїхав до Бірмінгема, щоб читати німецьку мову в Бірмінгемському університеті. У музичних колах Девіса згодом стали називати «професором».

## Початок музичної кар'єри
На його ранню творчість вплинули скіфлі, джаз та блюз. Серед музикантів, які вплинули на Девіса, є Біг Білл Брунзі, Хадді Ледбеттер, Бадді Холлі, Дейві Грем, Джон Мартін, Алексіс Корнер та Лонг Джон Болдрі. До 16 років Девіс захопився грою на гітарі й американським ритм-енд-блюзом. Маючи невелику кількість можливостей послухати R&B у Південному Уельсі, Девіс відвідав стільки місцевих концертів, скільки було можливо.
Коли Девіс переїхав до Бірмінгема як студент, він часто виступав на сцені після навчального дня. У Бірмінгемі в юнака склалися музичні й особисті стосунки з Крістін Перфект, яка незабаром зазнала слави у Fleetwood Mac.

## The Spencer Davis Group

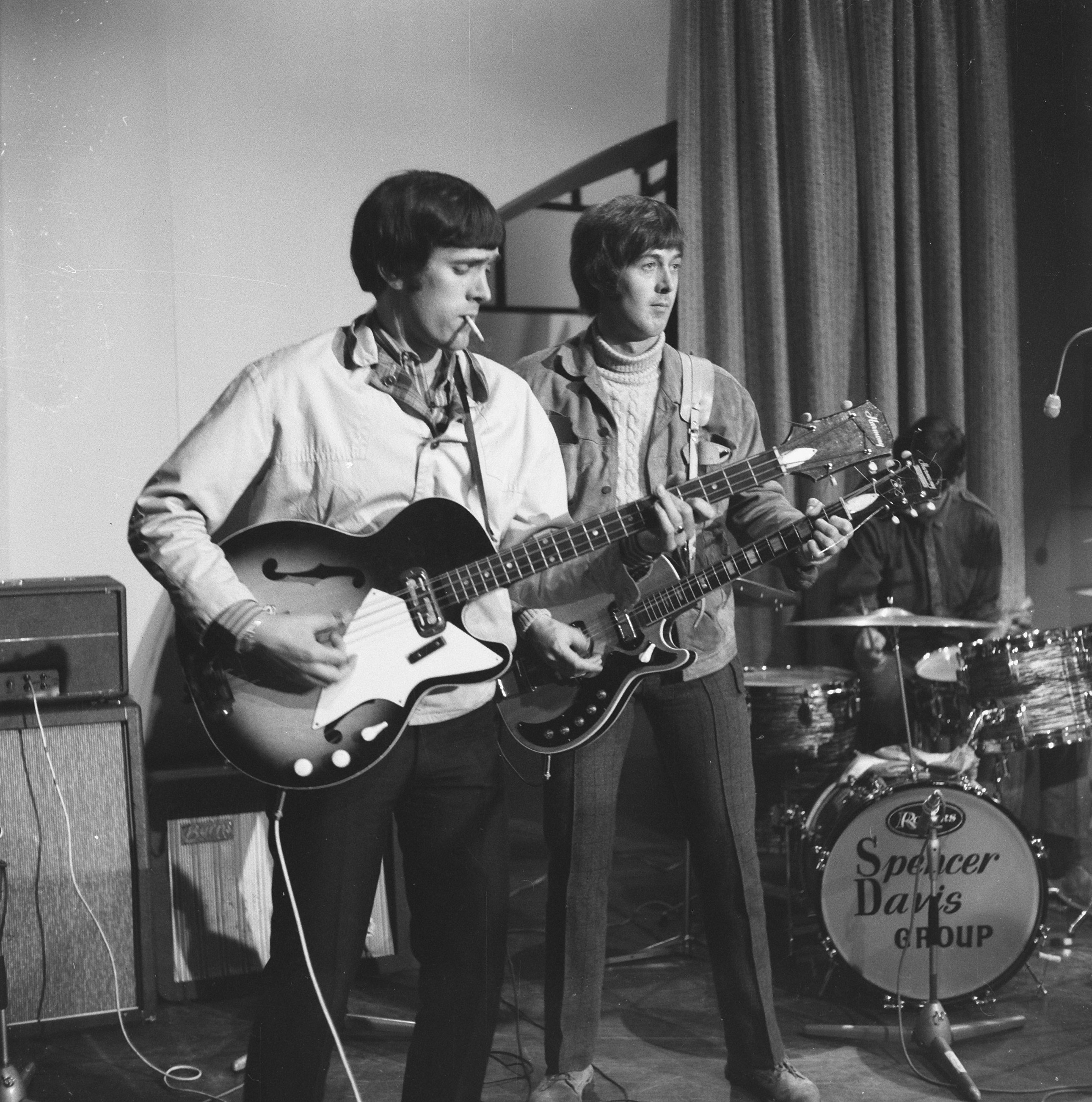
Репетиція Девіса в Амстердамі (1966) з Муффом Уінвудом на бас-гітарі

У 1963 році Девіс відправився в паб « Золотий Беркут» у Бірмінгемі, щоб побачити джазову групу «Muff Wood Jazz», у якій виступали Мафф та Стів Уінвуд. Девіс переконав їх приєднатися до нього й барабанщика Піта Йорка і створити квартет «Rhythm and Blues». Девіс виступав на вокалі, гітарі та губній гармоніці, Стів Уінвуд на гітарі, органі та вокалі, Мафф Уінвуд на бас-гітарі та Піт Йорк на барабанах. Вони вибрали назву The Spencer Davis Group, оскільки Девіс був єдиним, хто любив давати інтерв'ю. У 1966 році у групи були хіти № 1 у Великій Британії з послідовними синглами («Keep On Running» та «Somebody Help Me»). Стів Уінвуд був провідним вокалістом усіх хітів групи до «I'm a Man» у 1967 році.
The Spencer Davis Group продовжила діяльність після того, як Уінвуд перейшов у гурт Traffic у квітні 1967 року. Група записала ще 2 альбоми перед розпадом у 1969 році. Інша версія гурту з Девісом та Йорком з'явилася у 1973 році, але припинила існування наприкінці 1974 року. Різні варіанти групи функціонували в подальші роки під керівництвом Девіса.

## Сольна кар'єра
Після розпаду групи Девіс переїхав до Каліфорнії та разом із Пітером Джеймсоном записав акустичний альбом «Це було так давно» для Mediarts у середині 1971 року. Після цього побачив світ його сольний альбом «Мишоловка» для United Artists, продюсером якого став Піт Клейнов. Жоден альбом не продавався добре. Згодом Девіс повернувся до Великої Британії, створив нову групу Spencer Davis Group і підписав контракт із Vertigo Records. Крім цього, Девіс був виконавчим директоромt Island Records у середині 1970-х. Як промоутер Island Records, Девіс працював із Бобом Марлі, Робертом Палмером та Eddie and the Hot Rods, а також просував сольну кар'єру колишнього члена Spencer Davis Group Стіва Уінвуда.
У 1993 році Девіс сформував супергурт Class Rock All-Stars. Він покинув групу у 1995 році, щоб створити World Classic Rockers разом із колишнім басистом Eagles Ренді Майснером, співаком Боббі Кімбалом та гітаристом Денні Лейном.

## Подальше життя
Девіс зберіг зв'язок із Німеччиною, вивчив мову та грав у клубах Берліна на початку кар'єри. Він спостерігав за падінням Берлінської стіни в 1989 році разом зі своїм сином.
Девіс був почесним членом і прихильником Уельської націоналістичної партії Плайд-Кемрі. Із середини 70-х років минулого століття Деві жив в Авалоні на острові Каталіна, невеликому острові в Тихому океані біля узбережжя південної Каліфорнії. Улітку 2012 року в музеї острова Каталіна відбулася виставка «Gimme Some Lovin ': The Spencer Davis Group», щоб відсвяткувати музичну кар'єру Девіса. Для доповнення музейної виставки відбувся симпозіум на тему " Британське вторгнення ", де до Девіса приєдналася, зокрема, Мікі Доленц із «The Monkees», та концерт July Fourth, на якому Девіс виконував свої хіти разом із бек-групою «The Catalina All Stars».
Девіс був одружений з Поліною в 1960-х. У них народилися дві дочки: Сара й Ліза та син Гарет. Пара розлучилася наприкінці 1970-х.
Девіс помер від пневмонії 19 жовтня 2020 роу у віці 81.